# سبات (إب)
سبات هي إحدى قرى الجمهورية اليمنية. تتبع جغرافيا لمحافظة إب وإداريًا لمديرية السياني. يبلغ تعداد سكانها 988 نسمة حسب الإحصاء الذي أجري عام 2004.